# Bogoljub Kujundžić
Bogoljub Kujundžić (Livno, 1887. - Kitzbühel 1949.), srpski političar.

## Životopis
Rođen je u bogatoj srpskoj trgovačkoj obitelji koja je imala važnu ulogu u društvenom-političkom životu livanjskoga kraja. Njegov otac Kosta kao direktor Srpske pravoslavne škole upravljao je gradnjom nove školske zgrade u kojoj je smještena današnja livanjska gimnazija.
Kujundžić se školovao u gimnaziji u Srijemskim Karlovcima, studij prava započeo je u Zagrebu, a završio u Beču. Bio je tajnik društva "Zora" koje je okupljalo srpske studente u Beču. U Zagrebu je bio potpredsjednik "Društva za pomoć srpskoj akademskoj omladini". Za vrijeme Prvog svjetskog rata pobjegao je iz austro-ugarske vojske s odredom Srba u Rusiju. Po dolasku u Srbiju dodijeljen je u 18. puk srpske vojske "Princ Đorđe", s koji je sudjelovao u brojnim bitkama. Ranjen je u borbama oko Gnjilana.
Kao invalid, bio je dodijeljen Poslanstvu Kraljevine Srbije u Rimu, zatim glavnoj komisiji za propagandu u Padovi, gdje je kao delegat srpske vlade i Jugoslavenskog odbora izdavao novine Jugoslavija.
Godine 1925. izabran je za poslanika u travničkom okrugu predstavljajući srezove Livno i Glamoč. Iste godine imenovan je pomoćnikom ministra šuma i rudnika u vladi Kraljevine SHS. Tri godine kasnije postao je ministar pošta, brzojava i telefona. Od 1935. do 1937. bio je ban Vrbaske banovine, da bi nakon toga obnašao dužnost ministra šuma i rudnika a potom i ministra prosvjete u vladama Kraljevine Jugoslavije. Za vrijeme Drugog svjetskog rata djeluje kao član vlade Milana Nedića.

## Vanjske poveznice
- Novi prosvetni minister g. Bogoljub Kujundžić, Učiteljski tovariš, 79/1, 5. siječnja 1939.
- Livanjski Kujundžići  Arhivirana inačica izvorne stranice od 4. siječnja 2015. (Wayback Machine), Glasnik Zemaljskog muzeja Bosne i Hercegovine u Sarajevu: Etnologija, br. 48-49/1996-1999.]